# Regering-Goblet
De regering-Goblet (26 februari 1831 - 23 maart 1831) was de eerste regering van België. De regering was een unionistische regering van liberalen (53 zetels) en katholieken (49 zetels). Ze werd gevormd nadat de regent Erasme-Louis Surlet de Chokier de katholieke voorzitter van het Nationaal Congres Etienne de Gerlache gevraagd had om een regering te vormen.
De katholieken waren kritisch voor deze regering omdat buiten de Gerlache enkel liberale ministers aanwezig waren. Ze waren het ook niet eens met het feit dat hij zijn mandaat van voorzitter van de ministerraad combineerde met het voorzitterschap van het Nationaal Congres, wat conflicten veroorzaakte. Door deze conflicten bood de Gerlache op 7 maart 1831 zijn ontslag aan als voorzitter van de ministerraad.
Aanvankelijk probeerde de regent hem te overtuigen om aan te blijven, maar de Gerlache weigerde. Op 18 maart 1831 aanvaardde Surlet de Chokier uiteindelijk zijn ontslag. Voor de rest van de regeringsduur nam minister van Oorlog Albert Goblet d'Alviella het voorzitterschap van de ministerraad over. De regering werd opgevolgd door de regering-De Sauvage.

## Samenstelling
De regering telde aanvankelijk zes ministers, na de aanstelling van Etienne de Gerlache tot voorzitter van de ministerraad waren dat er zeven.
| Ambtsbekleder | Ambtsbekleder | Ambtsbekleder                        | Functie                        | Termijn                          | Partij                       |
| ------------- | ------------- | ------------------------------------ | ------------------------------ | -------------------------------- | ---------------------------- |
|               |               | Albert Goblet d'Alviella (1790-1873) | Minister Oorlog                | 26 februari 1831 - 23 maart 1831 | extraparlementair (liberaal) |
|               |               | Jean-François Tielemans (1799-1888)  | Minister Binnenlandse Zaken    | 26 februari 1831 - 23 maart 1831 | extraparlementair (liberaal) |
|               |               | Sylvain Van de Weyer (1802-1874)     | Minister Buitenlandse Zaken    | 26 februari 1831 - 23 maart 1831 | Liberaal                     |
|               |               | Charles de Brouckère (1796-1860)     | Minister Financiën             | 26 februari 1831 - 23 maart 1831 | Liberaal                     |
|               |               | Alexandre Gendebien (1789-1869)      | Minister Justitie              | 26 februari 1831 - 23 maart 1831 | Liberaal                     |
|               |               | Etienne de Gerlache (1785-1871)      | Voorzitter van de Ministerraad | 27 februari 1831 - 10 maart 1831 | Katholiek                    |

### Herschikkingen
- Op 10 maart 1831 nam Etienne de Gerlache ontslag als voorzitter van de Ministerraad.
- De volgende regering startte op 23 maart, maar wegens problemen met de formatie werden verschillende ministers pas op een latere datum benoemd: Barthélemy en d’Hane-Steenhuyse op 24 maart, Lebeau op 27 maart, Devaux op 28 maart. Tot zolang bleven de ministers uit deze regering in functie.